# Robert Smith (1er baron Carrington)
Pour les articles homonymes, voir Robert Smith.
Robert Smith (22 janvier 1752 - 18 septembre 1838), est un banquier et homme politique britannique qui siège à la Chambre des communes de 1779 à 1797, lorsqu'il est élevé à la pairie.

## Jeunesse
Il est le troisième fils d'Abel Smith (1717-1788) et de son épouse Mary Bird (1724-1780). Son grand-père, également appelé Abel Smith (vers 1690-1756), est le fondateur de la Smith's Bank of Nottingham. Il épouse Anne Boldero-Barnard (1756-1827), fille de Lewyns et Anne (Popplewell) Boldero-Barnard, sa première épouse, à Tottenham le 6 juillet 1780.

## Carrière
Il succède à son frère aîné Abel Smith (1748-1779), décédé le 22 janvier 1779, trois mois après avoir été élu député de Nottingham. Il est élu sans opposition pour le remplacer en tant que député de Nottingham lors d'une élection partielle le 9 février 1779. Il est réélu à Nottingham en 1780, 1784, 1790 et 1796. En 1796, il est élevé à la pairie d'Irlande sous le nom de baron Carrington, de Bulcote Lodge. L'année suivante, il est fait baron Carrington, d'Upton, comté de Nottingham, dans la circonscription de Grande-Bretagne, et doit quitter son siège à la Chambre des communes. Il est remplacé par John Borlase Warren en tant que l'un des deux députés de Nottingham.
Il est élu membre de la Royal Society en 1800 et de la Society of Antiquaries en 1812. En 1819, il est admis comme noble au Magdalene College, à Cambridge. Il est capitaine de Deal Castle de 1802 jusqu'à sa mort.

## Famille
La première épouse de Carrington, Anne, est décédée en 1827. En 1836, il épouse Charlotte Hudson (1770-1849), fille de John Hudson et de Susanna Trevelyan. Il a 83 ans, elle a 65 ans. Il meurt en septembre 1838 à l'âge de 86 ans. Par sa première femme, il a un fils et cinq filles. Son fils Robert lui succède dans ses titres. Son nom de famille est changé en Carrington l'année suivante.
- Catherine Lucy Smith, décédée en 1843, épousa Philip Henry Stanhope (4e comte Stanhope), fils de Charles Stanhope (3e comte Stanhope) et de Louisa Grenville.
- Hester Frances Smith, décédée en 1854, mariée à Rt Hon. Sir Henry Williams-Wynn, fils de Watkin Williams-Wynn (4e baronnet) et Charlotte Grenville.
- Emily Smith, décédée en 1869, mariée à Rt Hon. Lord Granville Somerset, fils de Henry Somerset (6e duc de Beaufort) et de Lady Charlotte Leveson-Gower.
- Charlotte Elizabeth Smith, décédée en 1811, marié à l'amiral Alan Hyde Gardner (2e baron Gardner), fils de l'amiral Alan Gardner (1er baron Gardner) et Susannah Hyde Gale.
- Harriet Smith, décédée en 1856, marié à John Frederick Crewe, fils du major général Richard Crewe et Milborough Allpress.
- Robert Smith (2e baron Carrington) 1796–1868 , marié à Hon. Elizabeth Weld-Forester, fille de Cecil Weld-Forester (1er baron Forester), et Lady Katherine Manners et en deuxièmes noces à l'hon. Charlotte Drummond-Willoughby, fille de Peter Drummond-Burrell (22e baron Willoughby de Eresby) et Lady Sarah Drummond.

Le 2e baron change son nom de famille pour devenir Carrington en 1839.